# König Frigyes (muzeológus)
König Frigyes (Temesvár, 1910. november 6.– Temesvár, 2002. július) muzeológus, rovartani kutató és szakíró.

## Életútja, munkássága
Szülővárosa Piarista Főgimnáziumában érettségizett (1928), lakatosinas (1928–30), a szászországi Chemnitzben a technikai főiskola hallgatója (1930–31), majd Temesvárt a Standard harisnyagyár gépmestere (1933–43), kisiparos (1943–52), a Tehnometal technikusa (1952–66) volt. Közben levelező tagozaton a bukaresti egyetemen biológia-földrajz szakos diplomát szerzett, s a Bánáti Múzeum természetrajzi részlegének muzeográfusa lett (1966–75). Nyugdíjasként is megőrizte szellemi frissességét, nyugdíjasként doktorált (1979) és folytatta rovartani kutatásait.
Első írása Budapesten a Folia Entomologica Hungarica hasábjain jelent meg (1938). Magyar, német, angol, román és belga szakfolyóiratokban ismertette a Bánság lepkefaunáját. 1954-ben beválasztották a Román Akadémia bánsági természetvédelmi bizottságába. Megrendezte Romániában az első, a lepkék rendszertanát, biológiáját, gazdasági jelentőségét, földrajzi elterjedését, gyűjtésük és preparálásuk módszereit bemutató lepkekiállítást (1970).
Két nemzetközi kongresszus (Budapest 1972, Hradec Králové 1979) és a temesvári magyar Kisenciklopédia előadója volt. Több európai rovartani társaság tiszteletbeli tagja volt, a Romániai Rovargyűjtők Társasága 1994-ben fogadta dísztaggá.
A Fauna R. S. România XI. kötetének (1970) munkatársa; megszerkesztette a Bánáti Múzeum lepkegyűjteményének fényképes katalógusát (1975).
Temesvárt hunyt el, 2002. július 22-én helyezték örök nyugalomra a Buziási úti temetőben.

## Díjak, elismerések
- Temesvár díszpolgára (1999)[1]